# José Ramón Madurga
D. José Ramón Madurga Lacalle (Zaragoza, 10 de noviembre de 1922-Kōbe, 29 de junio de 2002) fue un ingeniero industrial y sacerdote católico español del Opus Dei afincado en Japón. Inició la labor apostólica del Opus Dei en Irlanda (octubre 1947) y en Japón (noviembre 1958).

## Biografía
Nació en Zaragoza, donde realizó sus estudios básicos. Tenía tres hermanos sacerdotes, uno del Opus Dei y dos jesuitas. Cuando contaba con diez años, falleció su padre. Uno de sus abuelos, un general del siglo XIX había sido virrey de Filipinas. 
En 1940 se trasladó a Madrid para comenzar Ingeniería en la Escuela Especial de Ingeniería Industrial. En la capital de España se alojó en la residencia de Jenner, donde conoció a Josemaría Escrivá, y decidió pertenecer al Opus Dei. Posteriormente se trasladó a un centro del Opus Dei en la calle Diego de León. En el verano de 1945 acompañó a Pedro Casciaro en la preparación de la residencia de Abando en Bilbao, donde concluyó los estudios de ingeniería en la Escuela Técnica Superior de Ingeniería.

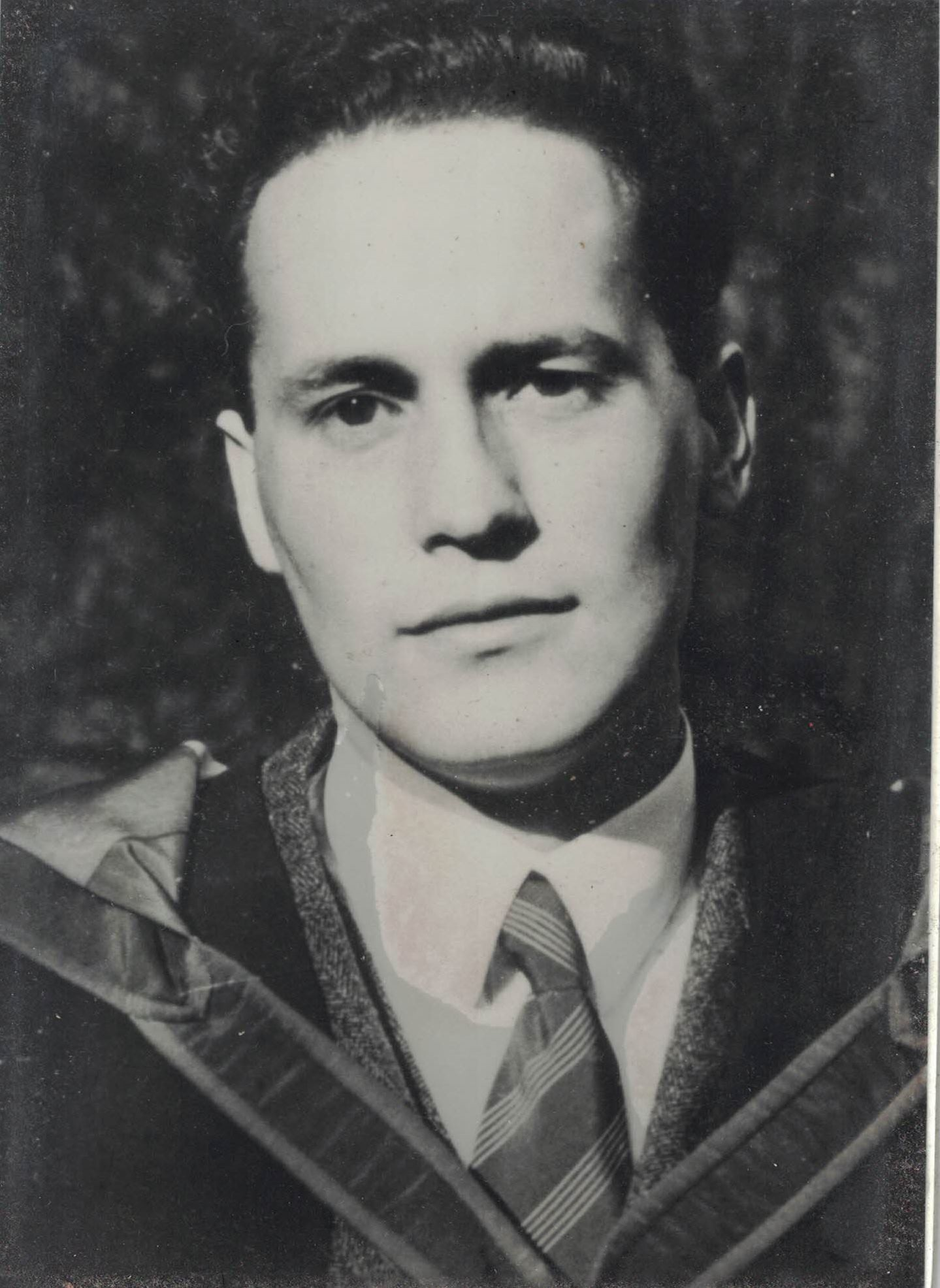
José Ramón Madurga

En 1947 comenzó la labor apostólica del Opus Dei en Irlanda, donde trabajó como ingeniero hasta 1950. El 1 de julio de 1951 recibió la ordenación sacerdotal. Posteriormente se trasladó a Estados Unidos en el verano de 1954 donde fue consiliario de la región del Midwest con sede en Chicago, desde donde colaboró en la atención espiritual de los primeros norteamericanos del Opus Dei.
En 1957 el obispo de Osaka, Mons. Paul Yoshigorō Taguchi solicitó a Álvaro del Portillo, que el Opus Dei iniciara la labor apostólica en su diócesis. Al año siguiente, Josemaría Escrivá envió a Japón a José Luis Múzquiz para que estudiara sobre el terreno las posibilidades apostólicas del país, que llegó a Japón el 19 de abril de 1958.
Meses después, el 8 de noviembre de 1958, Madurga llegó a Tokio, y se instaló posteriormente en la ciudad de Toyonaka (Osaka). Fernando Acaso, que tenía previsto llegar con él, se le unió dos meses después, el 18 de enero del año siguiente debído a un neumotorax. Después llegarían José Antonio Armisén y Antonio Mélich.Madurga fue vicario regional del Opus Dei en Japón hasta 1997.
Falleció en 2002 en Kōbe, a consecuencia de un paro cardiaco a los 79 años de edad.